# Sergei Tchoban
Sergei Tchoban, né le 9 octobre 1962 à Leningrad (URSS), est un architecte et artiste allemand d’origine russe, travaillant dans différentes villes d’Europe. Il est associé gérant du cabinet d'architecture TCHOBAN VOSS Architekten et fondateur de la Foundation Tchoban, qui a son siège depuis 2013 dans le Musée du dessin architectural Berlin.

## Biographie
Basant sur les dessins de Tchoban, le cabinet d'architectes a réalisé un certain nombre de projets à Berlin, notamment l'ensemble de bureaux hybrides en bois EDGE Suedkreuz Berlin,, le nouveau développement Rosenthaler Strasse 43-45 avec l'Apple Store Rosenthaler Strasse, le TechnoCampus Berlin, les immeubles de bureaux Greifswalder Strasse 226 et Boxhagener Strasse 80, le sièges sociaux de Coca-Cola en Allemagne, le CityQuartier DomAquarée et l'AquaDom, le Quartier LP 12 - Mall of Berlin, le centre culturel juif Chabad Lubavitch et la synagogue de la Muenstersche Strasse, l'hôtel nhow Berlin, le Musée du dessin architectural, un certain nombre d'immeubles résidentiels dont Living Levels, Ackerstrasse 29, le Koenigstadt-Quartier, Embassy-Wohnen am Koellnischen Park ou Schoenegarten ainsi que des projets de revitalisation tels que Ernst-Reuter-Platz 6, Blissestrasse 5 ou le Neue Kranzler Eck.
Sergei Tchoban est un dessinateur et un collectionneur de dessins d'architecture. Dans le but de raviver l'intérêt du public pour l'art du dessin d'architecture, il a fondé en 2009 la Fondation Tchoban ayant son siège au Musée du dessin architectural de Berlin, ouvert en 2013. En 2020, Tchoban a été président de l'American Society of Architectural Illustrators (ASAI), dont il est membre depuis 1992. Ses dessins ont été exposés dans de nombreux musées et galeries du monde entier et sont présentes dans les collections du Victoria and Albert Museum de Londres, de l'Albertina de Vienne, du Museu Oscar Niemeyer de Curitiba, du Museo della Grafica de Pise, de l'Istituto Centrale per la Grafica de Rome, de l'Akademie der Künste et de la maison Mies van der Rohe de Berlin, du Deutsches Architekturmuseum (DAM) de Francfort-sur-le-Main ainsi que dans de nombreuses collections privées.
En 2018, Sergei Tchoban a emporté le prix européen d'architecture par le Chicago Athenaeum Museum of Architecture and Design pour l'ensemble de son œuvre.

## Principaux projets et réalisations

### Allemagne
- Immeubles de bureaux, ensembles résidentiels et bâtiments multifonctionnels ont été réalisés à Berlin et dans d’autres villes allemandes à partir des projets de l’architecte.

Berlin
- 2015 — complexe résidentiel Living Levels dans le Port de l’Est[16].
- 2022 – Schoenegarten Kurfuerstenstrasse, nouvelle construction de 14 immeubles résidentiels à plusieurs étages avec zone commerciale[17].
- 2022 – TechnoCampus Berlin, nouvelle construction de deux immeubles de bureaux, d'un parking souterrain et d'un parking à étages[18].
- 2022 – Leo & Alex, nouvelle construction de deux immeubles de bureaux à Berlin-Lichtenberg[19].
- 2022 – Ernst-Reuter-Platz 6, rénovation et construction nouvelle partielle d'un immeuble de bureaux[20]
- 2022 – Nouvelle construction de deux immeubles de bureaux en construction hybride en bois durable : Siège de Vattenfall Allemagne / EDGE Suedkreuz Berlin[21].

International
- 2003 — le projet de la Tour Federation conçu en coopération avec l’ingénieur et professeur allemand Peter Schweger dans le cadre de MIBC (Moscow International Business Center) « Moscow City » remporte le concours. La Tour « Occident » est achevée à présent, la Tour « Orient » est en cours de construction.
- 2015 – Dukley Gardens, Monténégro[22]

## Prix et distinctions
Les bâtiments et ensembles construits d’après les projets de Sergei Tchoban, en Allemagne et en Russie, ont reçu plusieurs distinctions professionnelles, aussi bien nationales qu’internationales.